# Rumia Janowo
Rumia Janowo – przystanek Szybkiej Kolei Miejskiej, leżący w Rumi w dzielnicy Janowo.

## Ruch pasażerski
| Rok  | Wymiana pasażerska na dobę |
| ---- | -------------------------- |
| 2017 | 1 500-2 000                |
| 2022 | 2 000-3 000                |